# Paleopsilopterus
Paleopsilopterus je vyhynulý rod obřích nelétavých dravých ptáků z řádu seriemy (Cariamiformes). Tradičně se řadí do podčeledi Psilopterinae z čeledi Phorusrhacidae neboli tzv. hrůzoptáci. Existují však pochybnosti o jeho taxonomickém zařazení, a to zejména do podčeledi Psilopterinae.  Žil v časném eocénu, v itaboraianu, přibližně před 53 až 50 miliony lety, na území moderní Brazílie. Jediným známým druhem je Paleopsilopterus itaboraiensis. Jeho fosilie byly nalezeny ve formaci Itaboraí, ležící ve státě Rio de Janeiro.
Holotypem rodu Paleopsilopterus je nález uchovávaný pod číslem MNRJ-4040-V. Jedná se o proximální část pravého běháku. Název rodu poprvé publikoval Alvarenga v roce 1985.

## Popis
Paleopsilopterus měl mohutnější tvar těla než Psilopterus a velmi se podobal rodu Procariama. Interkotyledonózní (umístěný v prohlubni běháku, kde se připojuje tibiotarsus) tuberkul (malá vyvýšenina) je široký, zaoblený a nižší než u jiných rodů. Hypotarsus je rozšířený a při pohledu zespodu zakrývá proximální otvory v hypotarsu zvané foramina.